# Josimar Lima
Josimar Lima (São Vicente, 2 agosto 1989) è un ex calciatore capoverdiano con cittadinanza olandese, di ruolo difensore.

## Carriera

### Club
In carriera ha totalizzato complessivamente 25 presenze ed una rete nella prima divisione olandese, 9 presenze nella prima divisione finlandese e 13 presenze nella prima divisione emiratina; ha inoltre trascorso numerose stagioni tra la seconda e la terza divisione olandese.

### Nazionale
Dopo aver vestito la maglia della nazionale olandese Under-19 ha scelto di rappresentare Capo Verde, con la cui nazionale ha partecipato alla Coppa d'Africa 2013; tra il 2010 ed il 2014 ha giocato in totale 4 partite in nazionale.